# Bulgarische Beachhandball-Nationalmannschaft der Juniorinnen
Die bulgarische Beachhandball-Nationalmannschaft der Juniorinnen repräsentiert den Bulgarischen Handballverband (Българска федерация по хандбал) als Auswahlmannschaft auf internationaler Ebene bei Länderspielen im Beachhandball gegen Mannschaften anderer nationaler Verbände.
Die U-Nationalteams fungieren als Unterbau fungieren der A-Nationalmannschaft. Das männliche Pendant ist die Bulgarische Beachhandball-Nationalmannschaft der Junioren.

## Geschichte
Die weibliche A-Nationalmannschaft startete in den Jahren 2006 und 2007 bei drei internationalen Meisterschaften und konnte dabei bei den Weltmeisterschaften 2006 überraschend sogar das Halbfinale erreichen. So schnell die Mannschaft international aufgetaucht war, war sie danach auch für lange Zeit wieder verschwunden. Erst zu den heimischen Europameisterschaften 2021 in Warna wurde wieder eine Frauen-Nationalmannschaft aufgestellt. Bei den Nachwuchs-Mannschaften begann die langsame Rückkehr schon fünf Jahre früher im Rahmen der U 16-EM 2016 in Nazaré. Mit dem 13. Rang bei 16 Mannschaften schlossen die Mädchen in etwa auf demselben Niveau ab wie die Jungen, doch anders als diese kam der weibliche Nachwuchs erst wieder 2021 (U 17) vor heimischer Kulisse zum Einsatz, konnte dort aber mit dem zehnten Rang bei 15 Mannschaften anders als die Jungen einen Achtungserfolg erzielen. Ein neuer Jahrgang indes (U 16) wurde im Jahr darauf in Parg nur Letzte.

## Teilnahmen
| Olympische Jugendspiele - 2018 (U 18): nicht qualifiziert - 2026 (U 18): Junioren-Weltmeisterschaften - 2017 (U 17): nicht qualifiziert - 2022 (U 18): nicht qualifiziert | Europameisterschaften - 2008 (U 18): keine Teilnahme - 2011 (U 19): keine Teilnahme - 2012 (U 18): keine Teilnahme - 2013 (U 19): keine Teilnahme - 2014 (U 18): keine Teilnahme - 2015 (U 19): keine Teilnahme - 2016 (U 16): 13. - 2017 (U 17): keine Teilnahme - 2018 (U 18): keine Teilnahme - 2019 (U 17): keine Teilnahme - 2020 (U 16): ausgefallen - 2021 (U 17): 10. - 2022 (U 16): 15. - 2023 (U 17): |

- JEM 2016 (U 16): Ivon Dyulgerova (TW) • Kristiyana Karamanlieva • Yoana Kostova • Maria Masleva • Marinela Panayotova • Hristiyana Petrova • Emilia Samuilova • Vasilena Shomova • Madlen Todorova[1]

- JEM 2021 (U 17): Tanya Dimitrova • Adelina Futekova • Natali Hristova • Bozhidara Karagyozova • Plamena Mladenova • Eleonora Nikolova • Simona Nikolova • Teodora Panova • Melia Spasova • Selen Yaver[2]

- JEM 2022 (U 16): Diana Aleksieva • Yanitsa Borisova • Ivayla Dimitrova • Anelia Doncheva • Boryana Georgieva • Viktoria Ilieva • Melina Spasova • Kalina Stoyanova[3]

## Trainer
| Cheftrainer/in - 2016: Irina Mladinowa - seit 2021: Tefik Parafitow | Co-Trainer/in - 2016: Plamen Jontschew - seit 2021: Irina Mladinowa |